# Partia Podolska
Partia Podolska – struktura wojskowa Wojska I Rzeczypospolitej.
W 1765 roku Komisja Wojskowa Koronna podzieliła cała jazdę polskiego autoramentu na partie.
Regimentarzem partii podolskiej został mianowany podkomorzy halicki Tadeusz Dzieduszycki.

## Skład partii w 1767 roku
- Husarii – 90/35[2]
- Pancernych – 1044/480[2]
- Lekkich – 180/134[2]

Razem – 1314/654